# خدمه گل: آژانس ازدواج چوسان
خدمه گل: آژانس ازدواج چوسان (کره‌ای: 꽃파당: 조선혼담공작소) مجموعه تلویزیونی محصول کره جنوبی در سال ۲۰۱۹ با بازی کیم مین جه، گونگ سونگ یون، سو جی هون، پارک جی هون، بیون وو سوک و گو وون هی است. این مجموعه بر پایهٔ رمان سال ۲۰۱۴ با همین نام اثر کیم یی رانگ است که نویسندگی این مجموعه را نیز بر عهده داشته‌است. این مجموعه از ۱۶ سپتامبر تا ۵ نوامبر ۲۰۱۹، روزهای دوشنبه و سه‌شنبه ساعت ۲۱:۳۰ (کی‌اس‌تی) از جی‌تی‌بی‌سی پخش شد.

## بازیگران

### اصلی
- کیم مین جه در نقش ما هون[۵]
- گونگ سونگ یون در نقش گه تونگ / یون سو یون[۶]
- سو جی هون در نقش لی سو[۷]
- پارک جی هون در نقش گو یونگ سو / چیل نوم[۸][۹]
- بیون وو سوک در نقش دو جون[۱۰]
- گو وون هی در نقش کانگ جی هوا

## تولید
اولین جلسهٔ فیلم‌نامه خوانی در آوریل ۲۰۱۹ در ساختمان جی‌تی‌بی‌سی در سانگام-دونگ، سئول، کره جنوبی انجام شد. فیلم‌برداری در ۱۰ اکتبر ۲۰۱۹ به پایان رسید.